# روگر آگنلی
روگر آگنلی (انگلیسی: Roger Agnelli; ۳ مهٔ ۱۹۵۹ – ۱۹ مارس ۲۰۱۶) تاجر و کارآفرین اهل برزیل بود. او مدیر و رهبر یکی از بزرگترین شرکت‌های استخراج معدن جهان بود. هاروارد بیزینس ریویو در سال ۲۰۱۳ در یک نظرسنجی نام او را در جایگاه چهارم «مدیرعاملان شرکت‌ها با بهترین عملکرد در جهان» قرار داده‌بود. او در ۱۹ مارس ۲۰۱۶ بعلت سقوط هواپیما شخصی به همراه همسر و دو فرزندش درگذشت.